# نهر تامري
نهر تامري هو نهر في غرب المغرب يصب في المحيط الأطلسي بالقرب من قرية تامري.
يصبح تدفق النهر منخفضًا جدًا في نهاية الصيف قبل بدء موسم الأمطار. كان حتى وقت قريب يُعتقد أن طائر أبو منجل الأصلع الشمالي يعيش في البرية فقط في المغرب في منتزه سوس ماسة الوطني (338 كم 2) حيث توجد ثلاث مستعمرات، وعند مصب نهر تامري القريب، حيث توجد مستعمرة واحدة تحتوي على ما يقرب من نصف العدد الأفريقي، مع بعض الحركة للطيور بين الموقعين.
مياه النهر قلوية ومعكرة بالرواسب الدقيقة التي تنحدر من التضاريس الجبلية إلى الشرق. تم قياس مستويات الحموضة في الخريف والتي وصلت إلى 9.6.